# Ruth Roche, baronessa Fermoy
Ruth Sylvia Roche, Baronessa Fermoy, DCVO, OBE (nata Gill; Bieldside, 2 ottobre 1908 – Londra, 6 luglio 1993), fu amica e confidente della Regina Madre Elisabetta e nonna di Diana, Principessa del Galles.

## Biografia
Lady Fermoy nacque nella casa di suo padre, Dalhebity a Bieldside nell'Aberdeenshire, figlia del Colonnello William Smith Gill e di sua moglie Ruth (nata Littlejohn). All'inizio dimostrò un talento come pianista e studiò sotto Alfred Cortot al Paris Conservatoire nel decennio del 1920.
La sua carriera musicale fu interrotta quando conobbe, e successivamente sposò nel 1931, il ricco e molto più anziano Maurice Roche, IV barone Fermoy. Ebbero tre figli, tra cui la figlia minore Frances, che sarebbe diventata madre di Lady Diana Spencer. Lady Fermoy suonava il pianoforte in pubblico, di tanto in tanto dopo il matrimonio, in particolare con Josef Krips alla Royal Albert Hall nel 1950, e con Sir John Barbirolli alla Hallé Orchestra a King's Lynn nel 1966. Fondò il King's Lynn Festival nel 1951 e rimase strettamente coinvolta nel Festival per 25 anni, persuadendo la Regina consorte Elisabetta, la Regina Madre, a diventare sua patrona.
Nel 1956, la Regina Madre nominò la vedova Lady Fermoy una Extra Woman of the Bedchamber. Infatti la "Queen Mother", essendo lei stessa una vedova, mostrava una preferenza nel nominare vedove per la sua casa, e quattro anni dopo Lady Fermoy fu promossa a Woman of the Bedchamber, un incarico che mantenne per i successivi 33 anni. Lady Fermoy credeva fermamente nella santità del matrimonio. Nel 1969, sua figlia Frances e John Spencer, Visconte Althorp, divorziarono. Lady Fermoy testimoniò contro la sua propria figlia, permettendo a Spencer di mantenere la custodia dei loro figli.
La Regina Madre e Lady Fermoy divennero confidenti, ed è stato ipotizzato da molti che le due donne progettarono l'unione tra i loro nipoti, il Principe di Galles e Lady Diana Spencer. Tuttavia, quando le venne chiesto di ciò, Lady Fermoy commentò: "Si può dire, se vi piace - ma semplicemente non sarebbe vero". Si dice anche che abbia consigliato la nipote contro il matrimonio, dicendo: "Tesoro, devi capire che il loro senso dell'umorismo e il loro stile di vita sono diversi, e non ti si addicono."
Lady Fermoy morì nella sua casa al 36 di Eaton Square a Londra, il 6 luglio 1993, all'età di 84 anni. È stato riportato che  non era in rapporti con Diana quando morì.
La bisnonna di Lady Fermoy, Kitty Forbes, era figlia dello scozzese Theodore Forbes e dell'indiana armena Eliza Kewark. Il padre di Eliza, Hakob Kevork o Kevorkian, era armeno; sua madre, indiana, era quasi certamente musulmana.

## Ascendenza
|                       |                    |                        | Genitori                |  |  | Nonni |  |  | Bisnonni   |  |  | Trisnonni |  |
|                       |                    |                        |                         |  |  |       |  |  | David Gill |  |  | John Gill |  |
|                       |                    |                        |                         |  |  |       |  |  | David Gill |  |  | John Gill |  |
|                       |                    | Isabella Nicoll        |                         |  |  |       |  |  | David Gill |  |  |           |  |
| Alexander Ogston Gill |                    |                        |                         |  |  |       |  |  | David Gill |  |  |           |  |
|                       |                    | Sarah Ogston           | Alexander Ogston        |  |  |       |  |  |            |  |  |           |  |
|                       |                    | Sarah Ogston           | Alexander Ogston        |  |  |       |  |  |            |  |  |           |  |
|                       |                    | Sarah Ogston           | Helen Milne             |  |  |       |  |  |            |  |  |           |  |
| William Smith Gill    |                    | Sarah Ogston           |                         |  |  |       |  |  |            |  |  |           |  |
|                       |                    | William Smith Marr     | John Marr               |  |  |       |  |  |            |  |  |           |  |
|                       |                    | William Smith Marr     | John Marr               |  |  |       |  |  |            |  |  |           |  |
|                       |                    | William Smith Marr     | Barbara Smith           |  |  |       |  |  |            |  |  |           |  |
| Barbara Smith Marr    |                    | William Smith Marr     |                         |  |  |       |  |  |            |  |  |           |  |
|                       |                    | Helen Bean             | George Bean             |  |  |       |  |  |            |  |  |           |  |
|                       |                    | Helen Bean             | George Bean             |  |  |       |  |  |            |  |  |           |  |
|                       |                    | Helen Bean             | …                       |  |  |       |  |  |            |  |  |           |  |
| Ruth Sylvia Gill      |                    | Helen Bean             |                         |  |  |       |  |  |            |  |  |           |  |
|                       | William Littlejohn | James Littlejohn       |                         |  |  |       |  |  |            |  |  |           |  |
|                       | William Littlejohn | James Littlejohn       |                         |  |  |       |  |  |            |  |  |           |  |
|                       | William Littlejohn | Jean Chalmers          |                         |  |  |       |  |  |            |  |  |           |  |
| David Littlejohn      | William Littlejohn |                        |                         |  |  |       |  |  |            |  |  |           |  |
|                       |                    | Janet Bentley          | James Bentley           |  |  |       |  |  |            |  |  |           |  |
|                       |                    | Janet Bentley          | James Bentley           |  |  |       |  |  |            |  |  |           |  |
|                       |                    | Janet Bentley          | Isobel Dingwall-Fordyce |  |  |       |  |  |            |  |  |           |  |
| Ruth Littlejohn       |                    | Janet Bentley          |                         |  |  |       |  |  |            |  |  |           |  |
|                       |                    | James Crombie          | John Crombie            |  |  |       |  |  |            |  |  |           |  |
|                       |                    | James Crombie          | John Crombie            |  |  |       |  |  |            |  |  |           |  |
|                       |                    | James Crombie          | Catherine Harvey        |  |  |       |  |  |            |  |  |           |  |
| Jane Crombie          |                    | James Crombie          |                         |  |  |       |  |  |            |  |  |           |  |
|                       |                    | Katherine Scott Forbes | Theodore Forbes         |  |  |       |  |  |            |  |  |           |  |
|                       |                    | Katherine Scott Forbes | Theodore Forbes         |  |  |       |  |  |            |  |  |           |  |
|                       |                    | Katherine Scott Forbes | Eliza Kewark            |  |  |       |  |  |            |  |  |           |  |
|                       |                    | Katherine Scott Forbes |                         |  |  |       |  |  |            |  |  |           |  |